# Pietraviva
Pietraviva è un piccolo centro della Valdambra nel comune di Bucine (AR) che conta circa 350 abitanti.

## Geografia
L'abitato è posto su un colle a poca distanza dalla riva sinistra del torrente Ambra ed è raccolto attorno alla chiesa parrocchiale dedicata a Santa Lucia conservando la struttura di borgo fortificato alto-medievale.

## Manifestazioni
La festa ufficiale è la "Sagra della Rana" che ha luogo ogni seconda settimana di luglio dal 1977.
Durante la prima settimana di ottobre si svolge anche la festa dedicata alla Madonna del Rosario, di antica tradizione.